# Coudeville-sur-Mer
Coudeville-sur-Mer est une commune française, située dans le département de la Manche en région Normandie, peuplée de 873 habitants.

## Géographie

### Localisation
| Bréhal, Mer de la Manche | Bréhal                                | Chanteloup            |
| Bréville-sur-Mer         | Coudeville-sur-Mer                    | Hudimesnil            |
| Longueville              | Anctoville-sur-Boscq, Saint-Planchers | Saint-Jean-des-Champs |

### Hydrographie
La commune est située dans le bassin Seine-Normandie. Elle est drainée par le ruisseau du Boscq, la Vanlée, un bras du Bidel, le cours d'eau 01 de la Bicheterie, le cours d'eau 01 du Moulin du Boscq, le cours d'eau 01 du Village Fontaine, le fossé 01 de la Gonière, le fossé 02 de la Causserie, le fossé 02 du Boscq et un autre petit cours d'eau,.
Le ruisseau du Boscq, d'une longueur de 18 km, prend sa source dans la commune de La Meurdraquière et se jette  dans le golfe de Saint-Malo à Granville, après avoir traversé douze communes. 

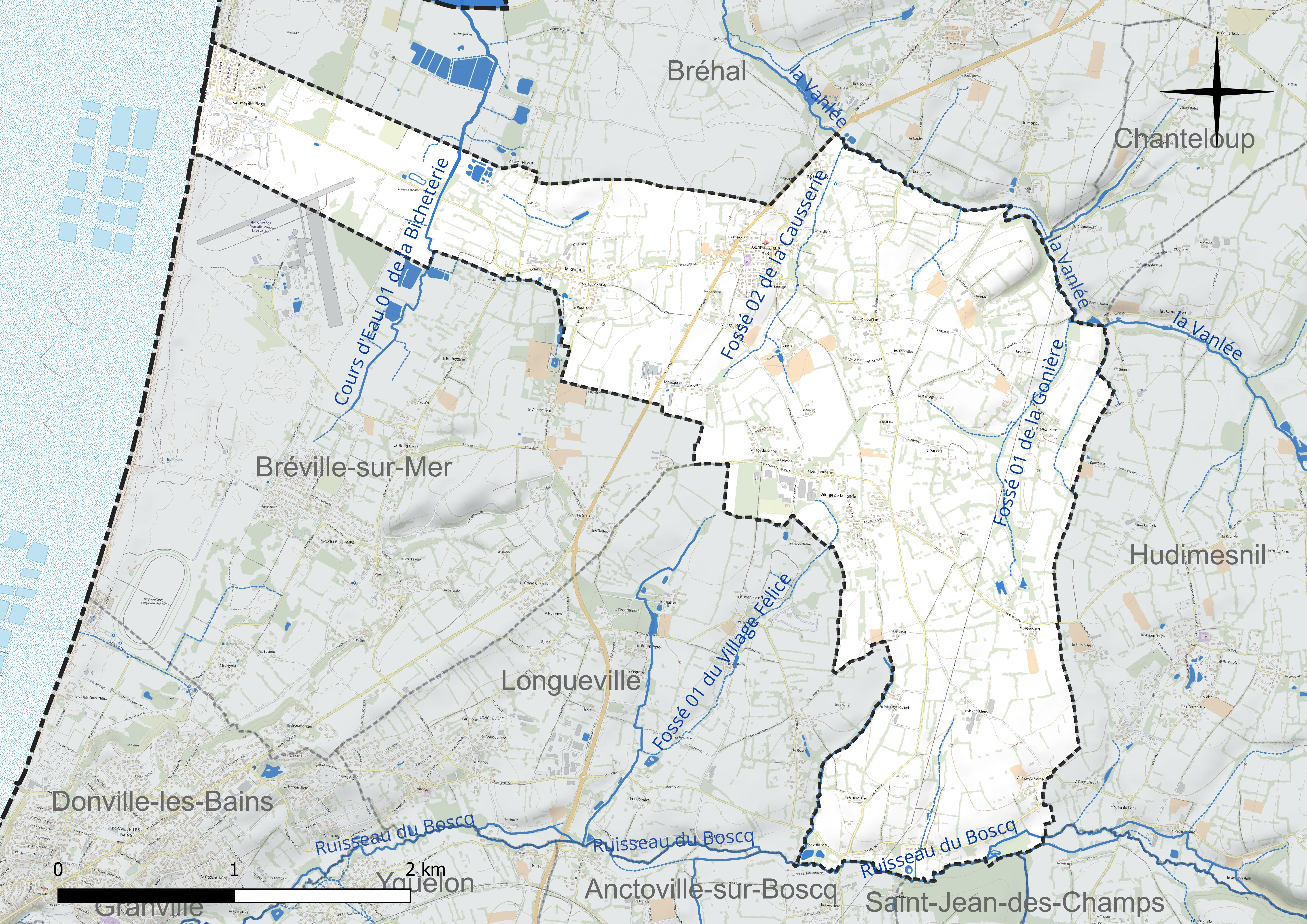
Réseau hydrographique de Coudeville-sur-Mer.

La Vanlée, d'une longueur de 16 km, prend sa source dans la commune de Hudimesnil et se jette  dans le golfe de Saint-Malo à Bréhal, après avoir traversé quatre communes. 

### Climat
Pour des articles plus généraux, voir Climat de la Normandie et Climat de la Manche.
En 2010, le climat de la commune est de type climat océanique franc, selon une étude du CNRS s'appuyant sur une série de données couvrant la période 1971-2000. En 2020, Météo-France publie une typologie des climats de la France métropolitaine dans laquelle la commune est exposée à un climat océanique et est dans la région climatique « Normandie (Cotentin, Orne) » et « Bretagne orientale et méridionale, Pays nantais, Vendée ». Parallèlement le GIEC normand, un groupe régional d’experts sur le climat, différencie quant à lui, dans une étude de 2020, trois grands types de climats pour la région Normandie, nuancés à une échelle plus fine par les facteurs géographiques locaux. La commune est, selon ce zonage, exposée à un « climat maritime », correspondant au Cotentin et à l'ouest du département de la Manche, frais, humide et pluvieux, où les contrastes pluviométrique et thermique sont parfois très prononcés en quelques kilomètres quand le relief est marqué.
Pour la période 1971-2000, la température annuelle moyenne est de 11,1 °C, avec une amplitude thermique annuelle de 11,6 °C. Le cumul annuel moyen de précipitations est de 910 mm, avec 13,7 jours de précipitations en janvier et 8,3 jours en juillet. Pour la période 1991-2020, la température moyenne annuelle observée sur la station météorologique la plus proche, située sur la commune de Longueville à 4 km à vol d'oiseau, est de 11,9 °C et le cumul annuel moyen de précipitations est de 802,4 mm,. Pour l'avenir, les paramètres climatiques de la commune estimés pour 2050 selon différents scénarios d’émission de gaz à effet de serre sont consultables sur un site dédié publié par Météo-France en novembre 2022.

## Urbanisme

### Typologie
Au 1er janvier 2024, Coudeville-sur-Mer est catégorisée commune rurale à habitat dispersé, selon la nouvelle grille communale de densité à sept niveaux définie par l'Insee en 2022. Elle est située hors unité urbaine. Par ailleurs la commune fait partie de l'aire d'attraction de Granville, dont elle est une commune de la couronne,. Cette aire, qui regroupe 34 communes, est catégorisée dans les aires de moins de 50 000 habitants,.
La commune, bordée par la Manche, est également une commune littorale au sens de la loi du 3 janvier 1986, dite loi littoral. Des dispositions spécifiques d’urbanisme s’y appliquent dès lors afin de préserver les espaces naturels, les sites, les paysages et l’équilibre écologique du littoral, comme le principe d'inconstructibilité, en dehors des espaces urbanisés, sur la bande littorale des 100 mètres, ou plus si le plan local d'urbanisme le prévoit.

### Occupation des sols
L'occupation des sols de la commune, telle qu'elle ressort de la base de données européenne d’occupation biophysique des sols Corine Land Cover (CLC), est marquée par l'importance des territoires agricoles (85,6 % en 2018), en diminution par rapport à 1990 (89 %). La répartition détaillée en 2018 est la suivante : prairies (62,3 %), terres arables (12,9 %), zones urbanisées (11,3 %), zones agricoles hétérogènes (10,5 %), milieux à végétation arbustive et/ou herbacée (1,6 %), zones industrielles ou commerciales et réseaux de communication (1,1 %), forêts (0,3 %). L'évolution de l’occupation des sols de la commune et de ses infrastructures peut être observée sur les différentes représentations cartographiques du territoire : la carte de Cassini (XVIIIe siècle), la carte d'état-major (1820-1866) et les cartes ou photos aériennes de l'IGN pour la période actuelle (1950 à aujourd'hui).

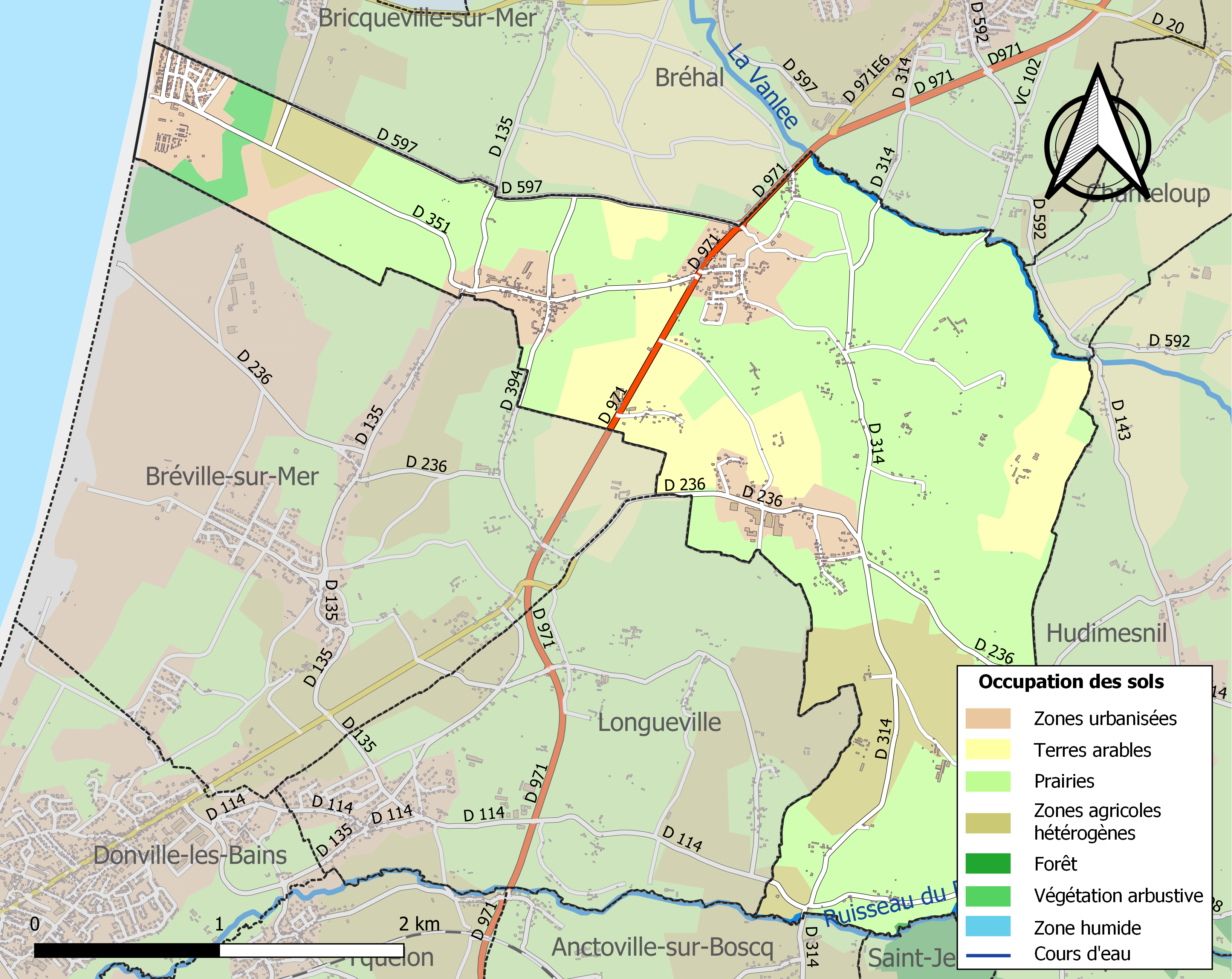
Carte des infrastructures et de l'occupation des sols de la commune en 2018 (CLC).

## Toponymie
Le nom de la localité est attesté sous les formes Coudevilla à la fin du XIe siècle, Condevilla au XIIe siècle, Coudevilla en 1284.
Il s'agit d'une formation toponymique médiévale en -ville au sens ancien de « domaine rural » dont le premier élément Coude- représente selon le cas général, un anthroponyme,.
Il existe plusieurs noms de personnes qui peuvent expliquer l'évolution en Coude-, selon que l'on prenne en compte la validité de forme Condeville ou non : les anthroponymes germaniques continentaux Coldus (comprendre Coldo) et Chaldo ou encore anglo-saxon Cuda,.
Le 6 novembre 1995, Coudeville devient Coudeville-sur-Mer.
Le gentilé est Coudevillais.

## Histoire
Du fait de la découverte de plusieurs monuments druidiques, on considère le village comme l'un des plus anciens de Basse-Normandie.
Au XVIIIe siècle, Coudeville était divisé en quatre fiefs dont un relevait de l'abbaye du Mont-Saint-Michel.

## Politique et administration
| Période                                  | Période   | Identité        | Étiquette | Qualité    |
| ---------------------------------------- | --------- | --------------- | --------- | ---------- |
| 1984                                     | 1995      | Joseph Lefèvre  |           |            |
| 1995                                     | mars 2014 | Georges Dudouit | DVD       | Technicien |
| mars 2014                                | En cours  | Daniel Bazire   | SE        | Retraité   |
| Les données manquantes sont à compléter. |           |                 |           |            |

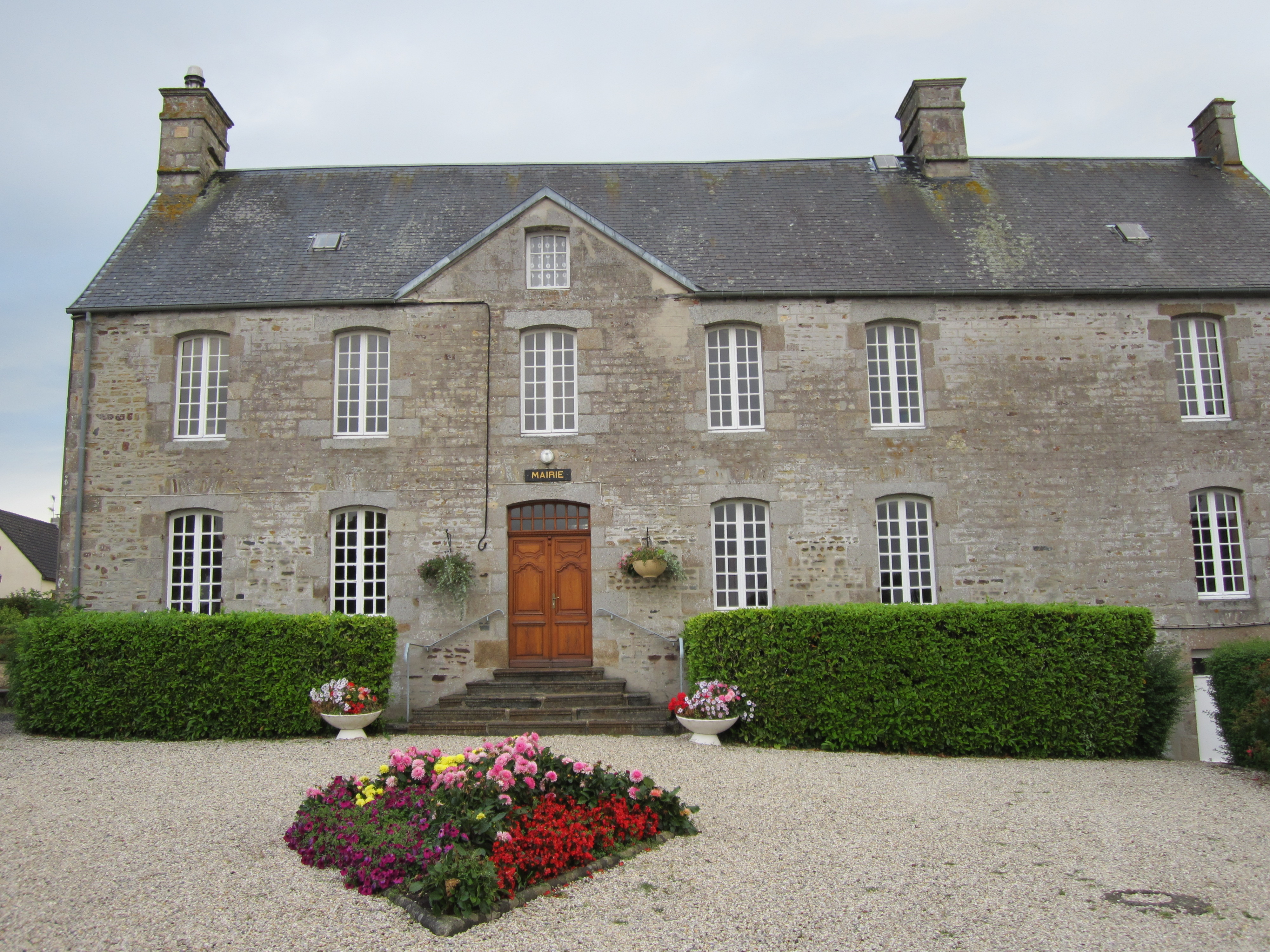
La mairie.

Le conseil municipal est composé de quinze membres dont le maire et quatre adjoints.

## Démographie
L'évolution du nombre d'habitants est connue à travers les recensements de la population effectués dans la commune depuis 1793. Pour les communes de moins de 10 000 habitants, une enquête de recensement portant sur toute la population est réalisée tous les cinq ans, les populations de référence des années intermédiaires étant quant à elles estimées par interpolation ou extrapolation. Pour la commune, le premier recensement exhaustif entrant dans le cadre du nouveau dispositif a été réalisé en 2004.
En 2022, la commune comptait 873 habitants, en évolution de +1,87 % par rapport à 2016 (Manche : −0,31 %, France hors Mayotte : +2,11 %).
Coudeville a compté jusqu'à 1 289 habitants en 1806.
| 1793  | 1800  | 1806  | 1821  | 1831  | 1836 | 1841 | 1846 | 1851 |
| ----- | ----- | ----- | ----- | ----- | ---- | ---- | ---- | ---- |
| 1 030 | 1 066 | 1 289 | 1 229 | 1 002 | 952  | 972  | 936  | 867  |

| 1856 | 1861 | 1866 | 1872 | 1876 | 1881 | 1886 | 1891 | 1896 |
| ---- | ---- | ---- | ---- | ---- | ---- | ---- | ---- | ---- |
| 851  | 845  | 857  | 830  | 826  | 791  | 754  | 715  | 710  |

| 1901 | 1906 | 1911 | 1921 | 1926 | 1931 | 1936 | 1946 | 1954 |
| ---- | ---- | ---- | ---- | ---- | ---- | ---- | ---- | ---- |
| 646  | 622  | 581  | 511  | 564  | 544  | 508  | 473  | 476  |

| 1962 | 1968 | 1975 | 1982 | 1990 | 1999 | 2004 | 2006 | 2009 |
| ---- | ---- | ---- | ---- | ---- | ---- | ---- | ---- | ---- |
| 477  | 507  | 464  | 546  | 724  | 739  | 754  | 718  | 862  |

| 2014 | 2019 | 2022 | - | - | - | - | - | - |
| ---- | ---- | ---- | - | - | - | - | - | - |
| 859  | 859  | 873  | - | - | - | - | - | - |

## Économie et tourisme

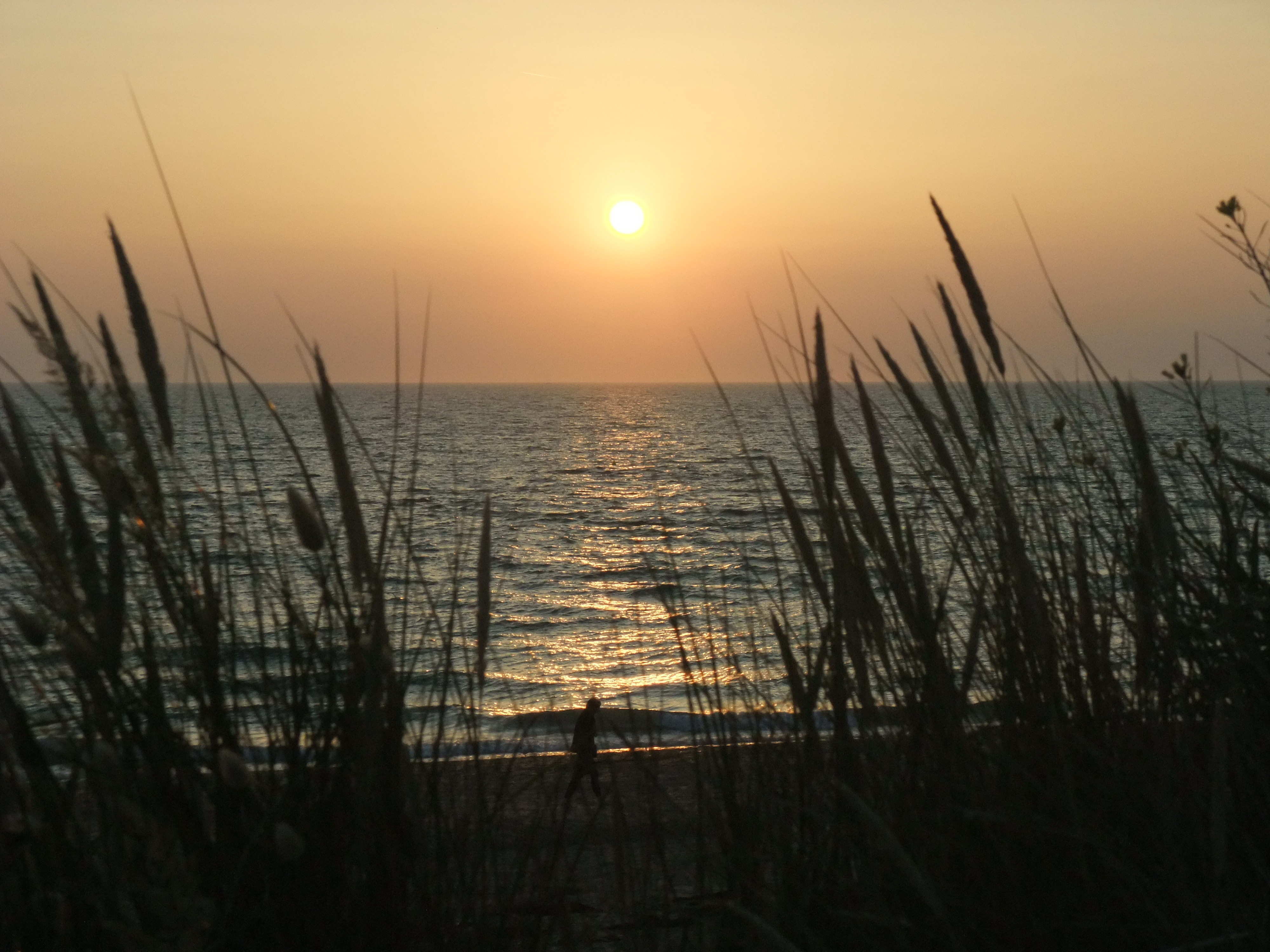
Coucher de soleil à Coudeville-Plage.

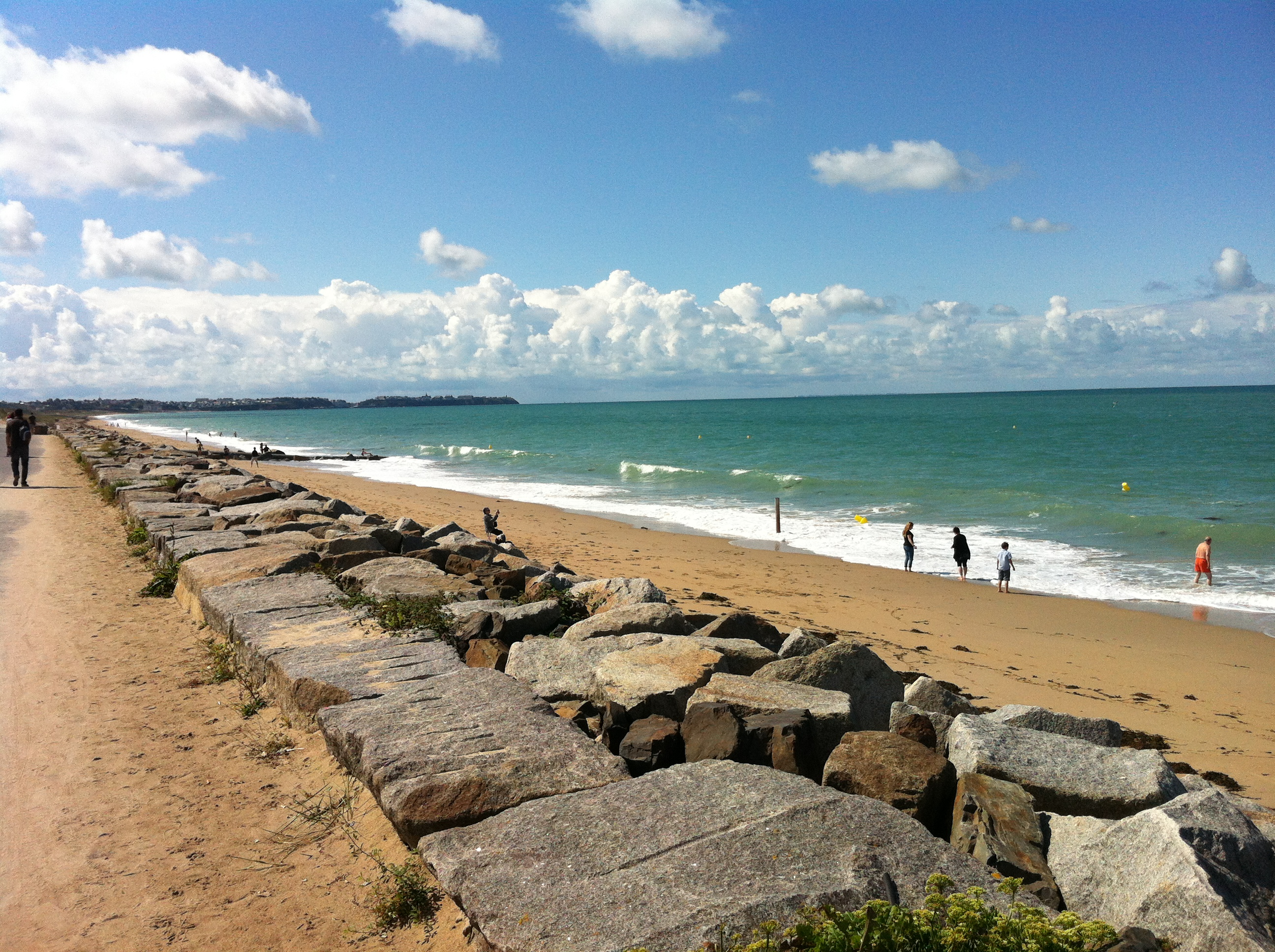
Front de mer avec le rocher de Granville en arrière-plan.

Coudeville-sur-Mer est dénommée « commune touristique » depuis février 2010. La commune présente un front de mer de 300 mètres à Coudeville-Plage.

## Lieux et monuments
- Église Saint-Georges des XIIe, XVe – XVIIIe siècles[40] avec son transept roman, ses fenêtres, et son portail occidental de la seconde moitié du XIIe siècle[41], son chœur et clocher du XVe siècle. Elle abrite un bas-relief représentant la Crucifixion daté du XIVe[40], et des cloches du XIXe siècle.

L'église dépend aujourd'hui de la paroisse Notre-Dame-de-l'Espérance du doyenné du Pays de Granville-Villedieu.
- Manoir de la Chesnaye, des XVIIIe – XIXe siècles[40].
- Manoir de la Brohonnière du XVIe siècle[40],[43]. Le fief est le berceau de la famille Brohon[40].
- Manoir de Villiers du XVIIIe siècle[40].
- Croix de chemin dites croix Dany du XVe siècle et au Bouillon du XXe siècle[40].
- Croix de cimetière du XVIIe siècle[40].
- If funéraire du cimetière.

## Activité et manifestations

### Sports
L'Association sportive Coudeville-Hudimesnil fait évoluer une équipe de football en division de district.

## Personnalités liées à la commune
- Jean Brohon († 1576), issu de la Brohonnière, médecin, astrologue et écrivain, « harangua » le roi Charles IX lors de son passage à Coutances en 1563[40].